# Svenska fjordhästföreningen
Svenska fjordhästföreningen (SFF) är den officiella svenska organisationen för avelsarbete och tävlingsverksamhet med fjordhästar. SFF består av 20 lokalföreningar med totalt ca 800 medlemmar.

## Stambok
Föreningen upprätthåller stamboken och utfärdar hästpass för hästar av rasen fjordhäst i Sverige, vilket regleras av EU-förordningar nr 504/2008 om identifiering av hästar.